# Usa (affluente del Volga)
La Usa è un fiume della Russia europea sudorientale (Oblast' di Ul'janovsk e di Samara), affluente di destra del Volga.
Il fiume ha origine nello spartiacque Volga-Svijaga vicino al villaggio di Gremjačij da due sorgenti che formano i torrenti Bol'šaja e Malaja Usa. Il bacino si trova all'interno delle alture del Volga. Scorre in direzione settentrionale, poi orientale descrivendo un ampio arco e scende verso sud-est. Sfocia nella lunga e stretta baia della Usa del bacino di Samara. Il fiume ha una lunghezza di 76 km (sommato alla lunghezza della baia arriva a 143 km), l'area del suo bacino è di 2 240 km². La valle del fiume è una pianura alluvionale, larga fino a 3-4 km.